# あすかともゆき
あすかともゆきは、日本の小説家。山口県出身。 広島県在住。年齢は明確ではないが、「生年の干支は戌」と公表されている。蠍座。B型。

## 来歴・人物
1999年より雑誌「さぶ（サン出版）」「Badi（テラ出版）」「G-men（古川書房）」等においてセクシャルマイノリティーを題材にした小説を執筆している。現代物から時代物まで幅広く手掛け、繊細な心理描写に大胆な性描写を織り交ぜた文体を専らにする。当初は1話完結の意図で書かれた作品が発表後の反響によりシリーズ化されることも多い。
1990年代後半、「スレンダー秀樹」というハンドルネームで、日本各地の温泉や銭湯での同性愛的体験談や入浴画像を掲載したホームページ「湯煙激情」（現在は閉局）を運営し、「ゲイのための温泉・銭湯に関する情報発信」というジャンルを発展させた。その活動は後にG-men誌上で発表された連載小説「淫乱浴場記」に反映している。
2000年代、急速に市場を拡大し始めた電子書籍販売システムへも積極的に参入し、これまで執筆した作品をKindle本等の電子書籍版として配信している。

## 主な受賞歴
- 2000年 第9回Badi小説大賞読者賞（受賞作品「夜明けの色」）[1]
- 2001年 第10回G-men 小説グランプリ優秀賞（受賞作品「公園雨情」）[1]
- 2001年 第12回Badi小説大賞佳作（受賞作品「恥辱連鎖」）[1]

## 作品一覧

### 小説
| タイトル                     | 掲載誌                        | 挿絵         | 電子書籍            |
| ---------------------------- | ----------------------------- | ------------ | ------------------- |
| 裏窓を叩く雨                 | （Badi 99年7月号・テラ出版）  | J            | Kindle版            |
| 初体験「男宿」               | （さぶ 00年1月号・サン出版）  | 高蔵大介     |                     |
| 夜明けの色                   | （Badi 00年12月号・テラ出版） | 犬飼隷ニ     |                     |
| 阿修羅の佐平次捕物帖         | （さぶ 01年1月号・サン出版）  | 高蔵大介     | Kindle版            |
| 公園雨情                     | （G-men 62号・古川書房）      | 立川アキラ   | 古川書房版          |
| 阿修羅の佐平次捕物帖・第二章 | （さぶ 01年6月号・サン出版）  | 高蔵大介     | Kindle版            |
| 淫乱浴場記・第一話           | （G-men 65号・古川書房）      | 立川アキラ   | 古川書房版          |
| 淫乱浴場記・第二話           | （G-men 65号・古川書房）      | 立川アキラ   | 古川書房版          |
| 淫乱浴場記・第三話           | （G-men 67号・古川書房）      | 立川アキラ   | 古川書房版          |
| 白衣の悪魔                   | （G-men 68号・古川書房）      | NODAガク     | Kindle版/古川書房版 |
| 阿修羅の佐平次捕物帖・第三章 | （さぶ 01年12月号・サン出版） | 立川アキラ   | Kindle版            |
| 淫乱浴場記・第四話           | （G-men 69号・古川書房）      | 立川アキラ   | 古川書房版          |
| 露出狂地獄                   | （G-men 70号・古川書房）      | NODAガク     | Kindle版/古川書房版 |
| 淫乱浴場記・第五話           | （G-men 71号・古川書房）      | 立川アキラ   | 古川書房版          |
| 尻穴で溶ける雪               | （G-men 73号・古川書房）      | 立川アキラ   | Kindle版            |
| 恥辱連鎖1                    | （Badi 02年6月号・テラ出版）  | 関根しりもち | Kindle版            |
| 淫乱浴場記・第六話           | （G-men 75号・古川書房）      | 立川アキラ   | 古川書房版          |
| 恥辱連鎖2                    | （Badi 02年7月号・テラ出版）  | 関根しりもち | Kindle版            |
| 愛の雄汁                     | （G-men 76号・古川書房）      | 立川アキラ   | Kindle版            |
| 恥辱連鎖3                    | （Badi 02年8月号・テラ出版）  | 関根しりもち | Kindle版            |
| 淫乱浴場記・第七話           | （G-men 77号・古川書房）      | 立川アキラ   | 古川書房版          |
| 敗北の悦び                   | （Badi 02年9月号・テラ出版）  | 犬飼隷ニ     |                     |
| 咽び泣く竹刀                 | （G-men 79号・古川書房）      | 龍児         | Kindle版            |
| 男朗花情絵                   | （G-men 80号・古川書房）      | 龍児         | Kindle版            |
| 決別                         | （G-men 82号・古川書房）      | 龍谷尚樹     | Kindle版            |
| 淫乱浴場記・第八話           | （G-men 85号・古川書房）      | 立川アキラ   | 古川書房版          |
| 夜狂                         | （G-men 88号・古川書房）      | 龍谷尚樹     | Kindle版/古川書房版 |
| 淫乱浴場記・第九話           | （G-men 92号・古川書房）      | 立川アキラ   | 古川書房版          |
| 性獣                         | （G-men 93号・古川書房）      | 松五郎       | Kindle版/古川書房版 |
| 色情菩薩                     | （SM-Z 7号・古川書房）        | 越後屋辰之進 | Kindle版            |
| 雄斬り無宿                   | （G-men 96号・古川書房）      | 龍児         | Kindle版            |
| 淫乱浴場記・第十話           | （G-men 98号・古川書房）      | 立川アキラ   | 古川書房版          |
| 雄斬り無宿・第二景           | （G-men 101号・古川書房）     | 龍児         | Kindle版            |
| 男朗花情絵・獣欲の章         | （SM-Z 8号・古川書房）        | 龍児         | Kindle版/古川書房版 |
| 淫乱浴場記・最終話           | （G-men 104号・古川書房）     | 立川アキラ   | 古川書房版          |
| 狂気の針                     | （Super SM-Z 1号・古川書房）  | 櫂まこと     | Kindle版            |
| アヌスの奥で愛を叫ぶ         | （G-men 107号・古川書房）     | aki          | Kindle版            |
| 乱れ泣き                     | （Super SM-Z 2号・古川書房）  | 龍谷尚樹     | Kindle版            |
| 雄斬り無宿・第三景           | （G-men 110号・古川書房）     | 龍児         | Kindle版            |
| 不滅の愛欲                   | （Super SM-Z 3号・古川書房）  | 井波はじめ   | Kindle版            |
| 激走トラック野朗             | （G-men 115号・古川書房）     | 龍児         | Kindle版古川書房版  |
| 真夜中のララバイ             | （Super SM-Z 5号・古川書房）  | 平ひろ       | Kindle版            |
| 雄斬り無宿・第四景           | （G-men 123号・古川書房）     | 龍児         | Kindle版            |
| 雄斬り無宿・第一部終章       | （G-men 127号・古川書房）     | 龍児         | Kindle版            |
| 色情家族・兄弟編             | （G-men 141号・古川書房）     | JOE          | Kindle版/古川書房版 |
| 色情家族・父子編             | （G-men 154号・古川書房）     | JOE          | 古川書房版          |
| 絶叫電車                     | （G-men 215号・古川書房）     | イメージ画像 | Kindle版            |
| 恥辱の股割り                 | （G-men 217号・古川書房）     | 越後屋辰之進 | Kindle版            |
| 色情家族・従兄編             | （G-men 221号・古川書房）     | ヒコ         | Kindle版            |
| 男郎花情絵・痴乱の章         | （G-men 223号・古川書房）     | 市川和秀     |                     |
| 純潔                         | （G-men 228号・古川書房）     | 龍谷尚樹     |                     |
| のぞき挽歌                   | （G-men 234号・古川書房）     | 市川和秀     |                     |
| 男汁に涙して                 | （G-men 241号・古川書房）     | 龍谷尚樹     |                     |

### その他（コミック原作、エッセイ等）
| 「Comic 色情家族」   | 作画・立川アキラ           | （G-men 162号・古川書房）   |
| 「Comic 淫乱浴場記」 | 作画・立川アキラ           | （爆男Vol.6・古川書房）     |
| 「瓦版・三島由紀夫」 | 三島作品に関してのエッセイ | （G-men 112号・古川書房）   |
| 「小説心得帖」       | 作家・山村雅治による書評   | （さぶ01年2月号・サン出版） |